# Забелье (станция)
Забе́лье — небольшая железнодорожная станция на линии Москва — Рига. Находится вблизи деревни Забелье. Использовалась пассажирами пригородных поездов Великие Луки — Себеж и Великие Луки — Посинь, отменённых в 2014 году. Здание вокзала отапливается, но открывалось только по просьбе пассажиров и только в преддверии прибытия поездов. На станции три пути.

## История
Разъезд Забелье был построен в 1906 году, от него отходила служебная ветка протяжённостью 4,89 вёрст. По этой ветке, ведущей в карьер, железная дорога снабжалась балластным песком высокого качества.
Ранее без пересадки до Забелья можно было добраться из Москвы (прицепной вагон Москва — Себеж поезда № 661) и из Петербурга (прицепной вагон Санкт-Петербург — Себеж поезда № 677). Беспересадочные вагоны были отменены в мае 2012 года.
Через станцию ежедневно в обе стороны до 2019 года проходил скорый поезд № 1/2 Москва — Рига — Москва перевозчика «Латвияс Экспресис», однако остановки здесь не делал. Ближайшая станция, где останавливался этот поезд: Пустошка. Поезд был отменен из закрытия российско-латвийской границы в связи с пандемией COVID-19.
В сентябре 2021 года поезд Великие Луки – Себеж был возобновлен. В сторону Себежа поезд ходит по пятницам, субботам и воскресеньям. На станции Забелье он останавливается в 18:31 – 18:32. В сторону Великих Лук поезд курсирует по субботам, воскресеньям, понедельникам с остановкой в 8:43 – 8:44. Это расписание раскритиковали в Сети и местных СМИ, из-за того, что оно не учитывает интересы пассажиров поездов Москва – Великие Луки и Петербург – Великие Луки, а также работающих и учащихся людей.